# Ссылка Троцкого в Алма-Ате

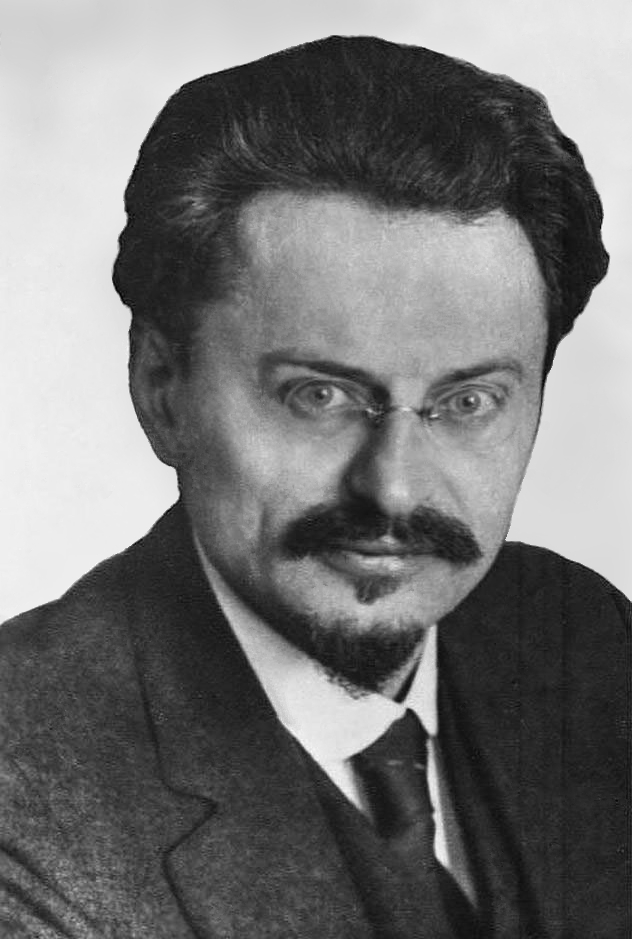
Л. Д. Троцкий, 1929 г.

Ссылка Троцкого в Алма-Ате — ссылка в 1928—1929 годах в Алма-Ате деятеля РКП(б) Льва Давидовича Троцкого.

## Предыстория
С окончанием Гражданской войны внутри ВКП(б) вспыхивает ожесточённая борьба за власть. Один из основных большевистских лидеров в 1917—1921 годах, Троцкий Л. Д. постепенно уступает своим политическим конкурентам. Особенностью этих процессов было то, что они зачастую сопровождались бурными идеологическими дискуссиями; с момента окончательного отхода Ленина от дел в 1923 году «тройка» Зиновьев-Каменев-Сталин широко критикует Троцкого, обвиняя его в попытке «подменить ленинизм троцкизмом», который они называют «враждебным ленинизму мелкобуржуазным течением».
По итогам «литературной дискуссии» осенью 1924 года Троцкий терпит поражение. В январе 1925 года после долгой борьбы он теряет ключевые посты наркомвоенмора и предреввоенсовета. Однако, «разгромив» Троцкого, правящая «тройка» сама немедленно раскалывается. На XIV съезде ВКП(б) в декабре 1925 года Сталину удаётся склонить большинство делегатов на свою сторону; в начале 1926 года Зиновьев и Каменев сами теряют свои ключевые посты.
Попытка бывших врагов, Троцкого и Зиновьева — Каменева, объединиться, оканчивается неудачей; в октябре 1926 Сталин при поддержке Бухарина выводит Троцкого из состава Политбюро ЦК. «Объединённая оппозиция» ведёт широкую критику разработанной Сталиным в противовес «мировой революции» доктрины «построения социализма в одной стране», требует проведения в СССР «сверхиндустриализации», «повернуть огонь направо — против нэпмана, кулака и бюрократа». В свою очередь, Бухарин обвиняет оппозиционеров в намерении «ограбить деревню» и в насаждении «внутреннего колониализма». Будущие лидеры «правой оппозиции» Бухарин — Рыков — Томский в 1926 году делают в адрес Троцкого даже более «кровожадные» заявления, чем Сталин; так, Томский в ноябре 1927 года высказывается в адрес «левой оппозиции» следующим образом:

Оппозиция очень широко распространяет слухи о репрессиях, об ожидаемых тюрьмах, о Соловках и т. д. Мы на это скажем нервным людям: Если вы и теперь не успокоитесь, когда мы вас вывели из партии, то теперь мы говорим: нишкните, мы просто вежливо попросим вас присесть, ибо вам стоять неудобно. Если вы попытаетесь выйти теперь на фабрики и заводы, то мы скажем «присядьте, пожалуйста» (Бурные аплодисменты), ибо, товарищи, в обстановке диктатуры пролетариата может быть и две и четыре партии, но только при одном условии: одна партия будет у власти, а все остальные в тюрьме. (Аплодисменты).

К осени 1927 года Троцкий окончательно потерпел поражение в борьбе за власть. 12 ноября 1927 года одновременно с Зиновьевым он был исключён из партии. Дальнейшие их судьбы, впрочем, различались. Если Зиновьев предпочёл публично покаяться в «ошибках», Троцкий наотрез в чём-либо каяться отказался. 14 ноября 1927 года Троцкий был выселен из служебной квартиры в Кремле, и остановился у своего сторонника Белобородова А. Г..

## Доставка в Алма-Ату

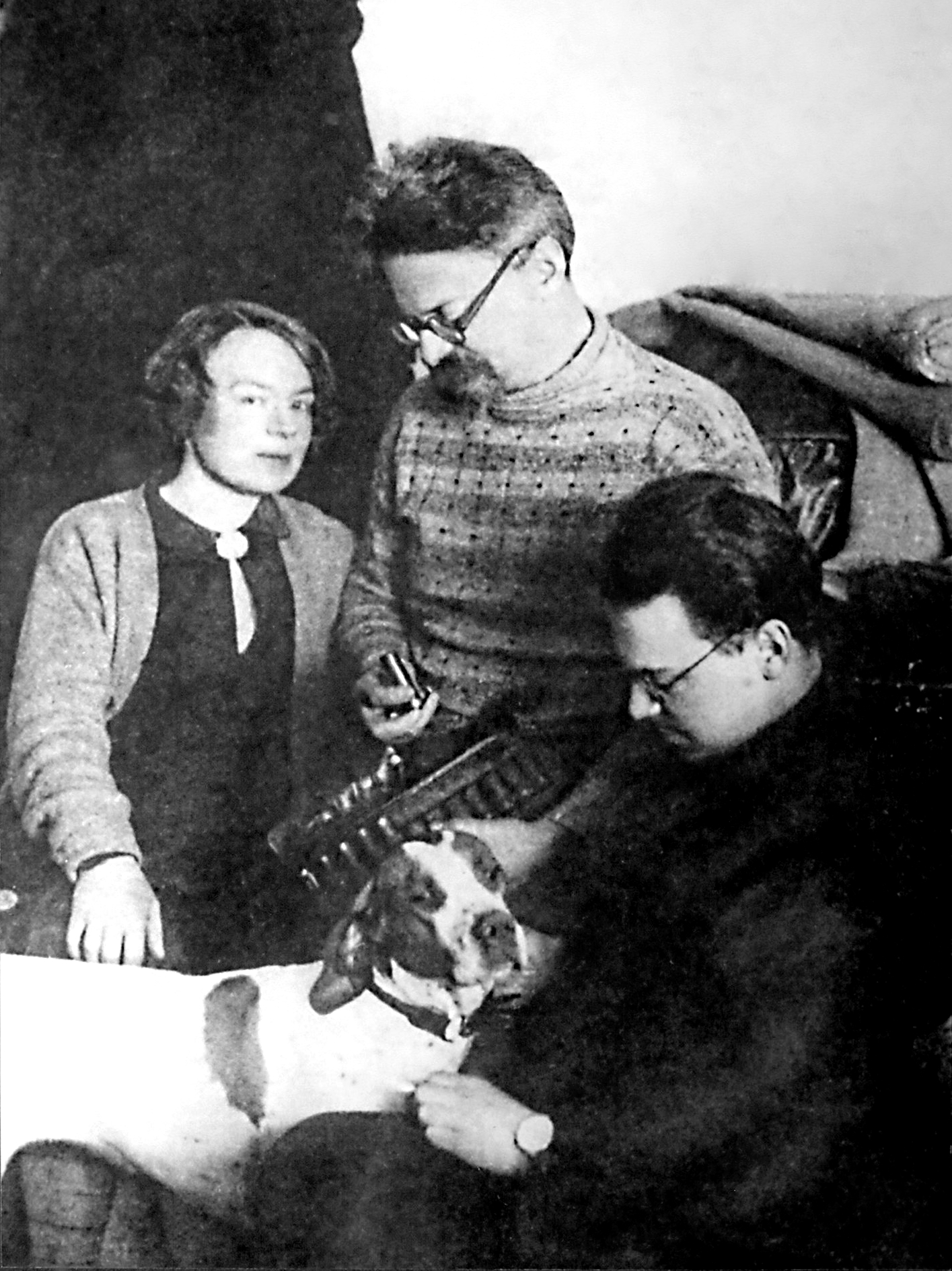
Лев Троцкий, его жена Наталья и сын Лев в ссылке в Алма-Ате, 1928

18 января 1928 года Троцкий был силой доставлен на Ярославский вокзал Москвы, и выслан в Алма-Ату, причём сотрудникам ГПУ пришлось нести Троцкого на руках, так как идти он отказался. Кроме того, по воспоминаниям старшего сына Троцкого Льва Седова, Троцкий с семьёй забаррикадировались в одной из комнат, и ГПУ пришлось выламывать двери. По воспоминаниям самого Троцкого, его выносили на руках три человека, «им было тяжело, все время невероятно пыхтели и часто
останавливались отдыхать». Во время доставки Троцкого на Ярославский вокзал присутствовали оба его сына; старший, Лев, безрезультатно кричал железнодорожникам: «Товарищи рабочие, смотрите, как несут товарища Троцкого», а младший, Сергей, ударил по лицу державшего его отца сотрудника ГПУ Барычкина.
По воспоминаниям Льва Седова, сразу же после отправки поезда Троцкий является к конвою, и заявляет, что «не имеет ничего против них, как простых исполнителей», а «демонстрация имела чисто политический характер»:
| Л. Д. смеется: «Мне приходилось участвовать и организовывать операции посложнее этой; как бы я здесь поступил, будучи на вашем месте? . .». И он набрасывает им план организации высылки. |

## Ссылка
Целый ряд исследователей отмечает, что ссылка Троцкого в Алма-Ату была для Сталина исключительно мягкой мерой. Ещё бывший секретарь Сталина Бажанов Б. Г. в своих воспоминаниях выражает крайнее удивление, почему Сталин всего лишь выслал Троцкого в Алма-Ату, а затем за границу: «в сталинском распоряжении сколько угодно способов отравить Троцкого (ну, не прямо, это было бы подписано, а при помощи вирусов, культур микробов, радиоактивных веществ), и потом хоронить его с помпой на Красной площади и говорить речи. Вместо этого он выслал его за границу». Сам же Троцкий объясняет это противоречие следующим образом:

В 1928 г…не только о расстреле, но и об аресте невозможно было ещё говорить: поколение, с которым я прошёл через Октябрьскую революцию и гражданскую войну, было ещё живо. Политбюро чувствовало себя под осадой со всех сторон. Из Центральной Азии я имел возможность поддерживать непрерывную связь с оппозицией, которая росла. В этих условиях Сталин, после колебаний в течение года, решил применить высылку заграницу, как меньшее зло. Его доводы были: изолированный от СССР, лишённый аппарата и материальных средств, Троцкий будет бессилен что-либо предпринять….Сталин несколько раз признавал, что моя высылка заграницу была «величайшей ошибкой».

Историк Дмитрий Волкогонов отмечает, что «Сталин в 1928 году не мог не только расстрелять Троцкого, но даже судить. Он не был готов предъявить ему серьёзные обвинения, боялся его. Условия для 1937—1938 годов ещё не созрели. Пока старая партийная гвардия хорошо помнила, что сделал этот необычный ссыльный для революции».
Также были сосланы в отдалённые районы СССР и другие немногочисленные упорствовавшие сторонники Троцкого. Сосновский Л. С. также в 1928 году был сослан в Барнаул, Раковский Х. Г. в Кустанай, Муралов Н. И. в город Тара Омской области. Однако львиная доля разгромленных оппозиционеров (Г. Е. Зиновьев, Л. Б. Каменев, И. Т. Смилга, Г. И. Сафаров, К. Б. Радек, А. Г. Белобородов, В. К. Путна, Я. Э. Рудзутак, В. А. Антонов-Овсеенко, С. А. Саркисов) признала в 1928—1930 гг. правильность «генеральной линии партии». И те и другие были репрессированы и в 1936—1941 гг. расстреляны поголовно.
Троцкий непрерывно «бомбит» ГПУ, ЦИК и ЦКК жалобами на отсутствие жилья, утерю чемоданов по дороге, и даже на то, что «ГПУ препятствует выехать на охоту». Уже 31 января 1928 года он в телеграмме председателю ОГПУ Менжинскому и председателю ВЦИК Калинину требует предоставить ему жильё.
Троцкий сообщает, что московские газеты доставлялись с опозданием на десять дней, а письма могли задерживаться до трёх месяцев. Тем не менее, условия ссылки по сравнению с тем, что впоследствии ввёл Сталин в 1930-е годы, были довольно мягкими, ссыльный даже смог вывезти свой личный архив, включающий в себя ряд ценнейших для историков документов по истории СССР, в том числе и документов секретных. Троцкому никак не ограничивали переписку, что позволило ему развить бурную деятельность, непрерывно общаясь с немногими неотрёкшимися своими сторонниками (Преображенский, Раковский, Муралов, Сосновский, Смирнов, Каспарова и т. д.). Из своей ссылки Троцкому даже удалось организовать печать и распространение оппозиционных листовок «большевиков-ленинцев». Наиболее активную помощь Троцкому в этой деятельности оказывал его старший сын Лев Седов, которого он назвал «нашим министром иностранных дел, министром полиции и министром связи». В 1928 году для нелегальной связи с Москвой из столицы был направлен Михаил Бодров, который тайно, под чужим именем возил почту для Троцкого до ближайшей железнодорожной станции, 200 верст.
В августе 1928 года появляется сообщение о предполагаемом заболевании Троцкого малярией, его единомышленники организуют по этому поводу выпуск нелегальной листовки, требовавшей его возвращения в Москву из «малярийной Алма-Аты».
Из своей ссылки Троцкий наблюдает за постепенно развернувшимся в 1928—1929 разгромом Сталиным своих вчерашних союзников и ярых противников Троцкого, «правых уклонистов» Бухарина — Рыкова — Томского. По оценке исследователя Рогозина В. З., резкий поворот сталинского большинства к индустриализации и коллективизации был обусловлен «кризисом хлебозаготовок» 1927 года, в ходе которого крестьяне, недовольные заниженными, по их мнению, закупочными ценами на хлеб, массово отказывались сдавать его государству (см. также Хлебозаготовки в СССР). 15 января 1928 года Сталин лично выезжает в Сибирь агитировать крестьян сдавать хлеб. Н. Кротов утверждает, что в омской деревне один из крестьян заявил ему: «А ты, кацо, спляши нам лезгинку — может, мы тебе хлебца-то и дадим». Так или иначе, из Сибири Сталин вернулся крайне озлобленным, а партия принимает курс на «сверхиндустриализацию» и коллективизацию, ранее при поддержке самого же Сталина осуждённые Бухариным, как «троцкистские». В оправдание поворота налево Сталин разрабатывает доктрину «обострения классовой борьбы по мере продвижения к социализму». В контролируемой Бухариным «Правде» публикуется статья «правых», осуждающая Сталина за попытку «пойти по троцкистской дорожке», Бухарин пытается составить блок с уже разгромленным Каменевым, ведёт переговоры с Ягодой и Трилиссером.
Вместе с тем разгром «правых» уже не составил для Сталина особого труда; если за Троцким когда-то стояла Красная армия и даже значительная часть сотрудников ОГПУ, а Зиновьев был председателем Коминтерна и главой влиятельной Ленинградской партийной организации, за бухаринцами уже фактически не было ничего.

## Высылка из СССР
Продолжавшаяся тем временем и в ссылке бурная активность Троцкого вызывала всё большее и большее раздражение Сталина. Как указывает историк Дмитрий Волкогонов, Троцкий «…получал сотни писем ежемесячно…В Алма-Ате вокруг него сформировался целый троцкистский штаб». В октябре 1928 года его переписка с внешним миром была полностью приостановлена, 16 декабря представитель ОГПУ Волынский предъявил Троцкому «ультиматум» с требованием прекратить политическую деятельность. Троцкий ответил на подобное предложение длинным письмом в ЦК ВКП(б) и Президиум Исполкома Коминтерна, в котором наотрез отказался прекращать «борьбу за интересы международного пролетариата», и обвинил сторонников Сталина в том, что они «проводят внушения враждебных пролетариату классовых сил». Судя по сохранившейся в архиве Троцкого переписке с единомышленниками, которая велась из ссылки в 1928 году, он оценивал перспективы собственного «признания ошибок перед партией» скептически, судя по тому, что произошло с «разоружившимися» оппозиционерами: «Зиновьева не печатают», «центристы» требуют от бывших оппозиционеров, по оценке Троцкого, даже уже не выступать с поддержкой «генеральной линии партии», а «молчать».
18 января 1929 года внесудебный орган — Особое совещание при коллегии ОГПУ — постановляет выслать Троцкого за пределы СССР по обвинению в ст. 58.10 УК «выразившейся в организации нелегальной антисоветской партии, деятельность которой за последнее время направлена к провоцированию антисоветских выступлений и к подготовке вооружённой борьбы против Советской власти». На копии врученного ему Волынским 20 января постановления Особого совещания Троцкий пишет: «Вот прохвосты!». Одновременно Троцкий пишет Волынскому расписку в получении копии постановления в таком духе: «Преступное по существу и беззаконное по форме постановление ОС при коллегии ГПУ от 18 января 1929 г. мне было объявлено 20 января 1929 г. Л. Троцкий».
«Популярность Троцкого в партии и его личный авторитет вплоть до 1929 года были такими, что высылка из СССР была самой крайней допустимой мерой по отношению к нему», — указывает Иосиф Бергер.